# Broken English (песня)
«Broken English» — песня, записанная английской певицей Марианной Фейтфулл для её седьмого студийного альбома Broken English (1979). Она была выпущена в качестве второго сингла с альбома 25 января 1980 года на лейбле Island Records. Лирическая тема песни, написанная Фейтфулл, Барри Рейнольдсом, Джо Мавети, Стивом Йорком и Терри Стэннардом вращается вокруг терроризма. Вдохновителем песни была Ульрика Майнхоф, соучредитель террористической группы «Фракция Красной армии». Фейтфулл якобы получила идею песни после просмотра документального фильма об этой группе и была заинтригована подзаголовком «Сломанный английский… Разговорный английский» (англ. broken English... spoken English).
В музыкальном плане «Broken English» — это среднетемповая рок-песня с сильным влиянием музыки новой волны. Она построена вокруг простого ритма гитары с синтезаторными звуковыми эффектами. Вокал Фейтфулл стал хриплым и более низким по сравнению с её ранними работами, что стало результатом тяжелого ларингита в сочетании с курением и злоупотреблением наркотиками в 1970-х годах. Песня «Broken English» получила положительные отзывы музыкальных критиков, которые высоко оценили новое музыкальное направление Фейтфулл, а также политическую тему песни. Несмотря на положительный отзыв, песня не попала в чарты ни в Великобритании, ни в США. Однако ей удалось попасть в топ-40 в других странах, таких как Германия, Новая Зеландия и Швеция.
На песню не было снято сопроводительного видеоклипа, хотя она была использована вместе с песнями «Witches' Song» и «The Ballad of Lucy Jordan» в рекламном короткометражном фильме для альбома, снятом Дереком Джарменом. В феврале 1980 года Фейтфулл исполнила эту песню на шоу Saturday Night Live. Во время этого печально известного выступления её голос надломился, и она, казалось, даже напрягалась, чтобы выговорить слова. Песня прозвучала в фильме «Аутсайдер» (1980) и была перепета многими исполнителями, такими как Уинстон Тонг, английская группа Sunscreem, The Mars Volta и японская группа Schaft.

## Композиция
«Broken English» — это рок-песня с сильным влиянием музыки новой волны. Песня написана в простой временной сигнатуре 4/4, с темпом 122 удара в минуту.

## Отзывы критиков
Песня получила положительные отзывы музыкальных критиков. Дэйв Томпсон из AllMusic высоко оценил вокал Фейтфулл, но раскритиковал электронное звучание песни. Pitchfork включил песню в свой список «200 лучших песен 1970-х» под номером 200.

## Концертные исполнения
В феврале 1980 года Фейтфулл исполнила песню на шоу Saturday Night Live.

## Список композиций и форматы
| UK 12" vinyl - A. «Broken English» (Long Version) — 5:54 - B. «Why’d Ya Do It» — 6:35 UK 7" vinyl - A. «Broken English» - B. «What’s the Hurry» | US 7" vinyl - A. «Broken English» (Edit) — 3:00 - B. «Brain Drain» — 4:12 European 12" vinyl (переиздание 1982 года) - A. «Broken English» (Long Version) - B. «Sister Morphine» |

## Участники записи
- Марианна Фейтфулл — вокал, автор песни
- Марк Миллер Манди — продюсер,
- Барри Рейнольдс[англ.] — автор песни
- Джо Мавети — автор песни
- Стив Йорк — автор песни
- Терри Стэннард[англ.] — автор песни
- Боб Поттер — звукорежиссёр
- Эд Такер — микширование

Сведения взяты из буклета альбома.

## Чарты
| Чарт (1980)                        | Высшая позиция |
| ---------------------------------- | -------------- |
| Новая Зеландия (Recorded Music NZ) | 25             |
| Швеция (Sverigetopplistan)         | 17             |
| ФРГ (GfK)                          | 36             |